# شورون فیلیپس
شورون فیلیپس (به انگلیسی: Chevron Phillips) شرکت صنایع شیمیایی آمریکایی است، که حاصل سرمایه‌گذاری مشترک دو شرکت کونوکو فیلیپس و شورون می‌باشد.
شرکت شورون فیلیپس در سال ۲۰۰۲ از دارایی‌های بخش تولید محصولات شیمیایی شرکت‌های شورون و کونوکو فیلیپس راه‌اندازی شد و اکنون در مالکیت شرکت‌های فیلیپس ۶۶ (متعلق به کونوکو فیلیپس) و شورون قرار دارد.
دفتر مرکزی این شرکت در شهر وودلندز، تگزاس، ایالات متحده آمریکا قرار دارد. شرکت شورون فیلیپس هم‌اکنون دارای ۳۵ کارخانه تولید محصولات شیمیایی است، که در ۹ کشور جهان مستقر می‌باشند.